# 福井県たばこ信用組合
福井県たばこ信用組合（ふくいけんたばこしんようくみあい）は、かつて福井県福井市にあった信用組合である。1957年に設立。組合員の減少などを理由に2002年12月20日に解散した。かつてたばこ信組は最大で8つ存在し当信組は最後まで存在していたが、解散により全て消滅した。預金は全額払い戻され、貸出金は福井信用金庫に引き継がれた。